# Niviventer cremoriventer barussanus
Niviventer cremoriventer barussanus is een ondersoort van het knaagdier Niviventer cremoriventer dat voorkomt op het eiland Nias, ten westen van Sumatra. Van deze ondersoort zijn slechts vier exemplaren bekend. Deze ondersoort omvat veel grotere dieren dan de andere ondersoorten van N. cremoriventer. Deze dieren hebben wel een eenkleurige staart, net als N. c. cremoriventer.